# Memoriał Henryka Łasaka 2016
18. edycja wyścigu kolarskiego Memoriał Henryka Łasaka odbyła się w dniu 13 sierpnia 2016 roku i liczyła 165,5 km. Start i meta wyścigu miały miejsce w Suchej Beskidzkiej. Wyścig figurował w kalendarzu cyklu UCI Europe Tour, posiadając kategorię UCI 1.2.

## Klasyfikacja generalna
| M-ce | Imię i nazwisko          | Kraj      | Drużyna             | Czas       |
| ---- | ------------------------ | --------- | ------------------- | ---------- |
| 1.   | Paweł Franczak           | Polska    | Verva ActiveJet     | 4h 00' 34" |
| 2.   | Sylwester Janiszewski    | Polska    | Team Wibatech Fuji  | + 0"       |
| 3.   | Artur Detko              | Polska    | Domin Sport         | + 0"       |
| 4.   | Norbert Banaszek         | Polska    | Verva ActiveJet     | + 0"       |
| 5.   | Francesc Zurita Martinez | Hiszpania | Team Vorarlberg     | + 0"       |
| 6.   | Nicola Genovese          | Włochy    | d’Amico-Bottecchia  | + 0"       |
| 7.   | Tomasz Dudziak           | Polska    | Legia 1928 Mazowsze | + 0"       |
| 8.   | Maris Bogdanovics        | Łotwa     | Rietumu-Delfin      | + 0"       |
| 9.   | Darijus Dzervus          | Litwa     | Staki-Baltik Vairas | + 0"       |
| 10.  | Nicolai Brøchner         | Dania     | Riwal Platform      | + 0"       |